# Reinhard Purucker
Reinhard Josef Purucker (ur. 1913, zm. 26 listopada 1948 w Landsberg am Lech) – zbrodniarz hitlerowski, członek załogi obozu koncentracyjnego Mauthausen-Gusen i SS-Oberscharführer.
Członek NSDAP i SS (nr identyfikacyjny: 25270) od 1932. Wstąpił do Waffen-SS w 1938 i w tym samym roku został skierowany do służby w kompleksie obozowym Mauthausen. Pozostał tam do końca wojny. W tym okresie Purucker był kolejno szefem kuchni dla więźniów w obozie głównym (1938 – luty 1940) i szefem kuchni dla esesmanów (maj 1940 – lipiec 1941). Następnie przeniesiono go do obozu Gusen I, gdzie również pełnił funkcję szefa kuchni zarówno dla więźniów, jak i dla SS (lipiec 1941 – przełom czerwca i lipca 1942). W sierpniu 1943 Purucker powrócił na stanowisko szefa kuchni więźniarskiej i SS w obozie głównym. Pełnił tę funkcję do wyzwolenia obozu. 5 maja 1945 dobrowolnie oddał się w ręce Amerykanów.
Brał udział w masowych egzekucjach więźniów i dopuszczał się również indywidualnych zabójstw. Oprócz tego Purucker znęcał się nad więźniami, którzy przychodzili do podległych mu kuchni po pożywienie. W dwunastym procesie załogi Mauthausen-Gusen przed amerykańskim Trybunałem Wojskowym w Dachau skazany został na karę śmierci. Wyrok wykonano przez powieszenie w więzieniu Landsberg pod koniec listopada 1948.